# Salorino (kommunhuvudort)
Salorino är en kommunhuvudort i Spanien.   Den ligger i provinsen Provincia de Cáceres och regionen Extremadura, i den västra delen av landet, 300 km väster om huvudstaden Madrid. Salorino ligger 323 meter över havet och antalet invånare är 796.
Terrängen runt Salorino är platt åt nordost, men åt sydväst är den kuperad. Runt Salorino är det mycket glesbefolkat, med 4 invånare per kvadratkilometer. Närmaste större samhälle är Membrío, 6,5 km nordväst om Salorino. Omgivningarna runt Salorino är huvudsakligen savann.